# Prevlaka (tehnologija)
Prevlaka označava sloj materijala koji je prirodnim ili umjetnim putem stvoren na površini, ili je nanešen nekim postupkom na strukturno različiti osnovni materijal u svrhu ispunjavanja odgovarajućih tehnoloških i dekorativnih svojstava. Svrha je zaštitnih prevlaka i premaza da dovoljno dugo štite konstrukcijski materijal na koji su nanesene od štetnih utjecaja okoline, to jest od trošenja korozijom, abrazijom, erozijom ili kavitacijom, od pojava zamora, pukotina, loma i puzanja, od bubrenja i izluživanja, razaranja biološkim čimbenicima, oštećivanja svjetlošću ili toplinskim zračenjem i tako dalje. Zaštitna funkcija prevlaka i premaza ostvaruje se prvenstveno odvajanjem materijala podloge od okoline, pa one same moraju biti dovoljno postojane i trajne u uvjetima korištenja. Stoga je najvažnije tehničko svojstvo prevlaka i premaza njihova trajnost, to jest vijek trajanja. Za takozvanu trajnu zaštitu u tijeku korištenja traženi vijek trajanja se mijenja do 10 godina. Samo za takozvanu privremenu zaštitu, to jest za međuoperacijsko, prijevozno, skladišno i sezonsko konzerviranje, trajnost prevlake je od 0,5 do 2 godine. 
Mnogim prevlakama osnovna svrha nije zaštita materijala, već poboljšanje estetskog izgleda (dekorativne prevlake) ili promjena električnih, toplinskih, optičkih i drugih svojstava površine konstrukcije (funkcionalne prevlake). Neke se prevlake i premazi primjenjuju u svrhu popravka pohabanih ili škartnih dijelova povećanjem dimenzija do propisanih vrijednosti (reparaturne prevlake). Treba naglasiti da je i za te prevlake vrlo značajna njihova trajnost, pa prema tome i zaštitna uloga, jer bi bez nje svi ostali korisni učinci nanošenja prevlaka i premaza bili kratkog vijeka. .

## Podjela prevlaka
Prevlake za zaštitu od korozije mogu se podijeliti na metalne prevlake, konverzijske prevlake i nemetalne prevlake.

### Metalne prevlake
Metalne prevlake sa stanovišta zaštite od korozije mogu biti: plemenite prevlake (katodne) i žrtvovane prevlake (anodne). 

#### Plemenite prevlake
Plemenite prevlake su prevlake metala čiji je elektrodni potencijal u promatranim uvjetima pozitivniji od elektrodnog potencijala metala koji se zaštićuje. Ovdje spadaju na primjer prevlake od nikla, srebra, bakra, olova i kroma na čeliku. 

#### Žrtvovane prevlake
Prevlake metala čiji je elektrodni potencijal u promatranoj sredini negativniji od elektrodnog potencijala metala koji se zaštićuje, nazivaju se žrtvovane prevlake. To su na primjer prevlake cinka, kadmija, aluminija na čeliku.
Konverzijske prevlake
Konverzijske prevlake nastaju na površini metala zbog kemijskih ili elektrokemijskih reakcija. Najčešće su to fosfatne i oksidne prevlake. U otopini koja sadrži metalne fosfate i fosfornu kiselinu, metal korodira stvarajući netopljive fosfate, kao i korozijske produkte koji čvrsto prianjaju uz metal i tako ga štite od korozije (na primjer bruniranje). 
Oksidne prevlake na metalima mogu nastati kontroliranom oksidacijom, uranjanjem u odgovarajuće otopine na primjer lužine, te elektrokemijski – anodnom oksidacijom na primjer kod aluminija (na primjer eloksiranje). Prilikom nastajanja oksidnih prevlaka metal se prevodi iz aktivnog u pasivno stanje. Metali posjeduju povećanu kemijsku otpornost sve dotle dok konverzijske prevlake održavaju metal u pasivnom stanju, to jest dok je manja površina metala u kontaktu s elektrolitom.

### Konverzijske prevlake
Konverzijske prevlake nastaju na površini metala zbog kemijskih ili elektrokemijskih reakcija. Najčešće su to fosfatne i oksidne prevlake. U otopini koja sadrži metalne fosfate i fosfornu kiselinu, metal korodira stvarajući netopljive fosfate, kao i korozijske produkte koji čvrsto prianjaju uz metal i tako ga štite od korozije (na primjer bruniranje). 
Oksidne prevlake na metalima mogu nastati kontroliranom oksidacijom, uranjanjem u odgovarajuće otopine na primjer lužine, te elektrokemijski – anodnom oksidacijom na primjer kod aluminija (na primjer eloksiranje). Prilikom nastajanja oksidnih prevlaka metal se prevodi iz aktivnog u pasivno stanje. Metali posjeduju povećanu kemijsku otpornost sve dotle dok konverzijske prevlake održavaju metal u pasivnom stanju, to jest dok je manja površina metala u kontaktu s elektrolitom.

### Nemetalne prevlake
Od nemetalnih prevlaka za zaštitu metala od korozije najviše se koriste organske prevlake na bazi polimera, takozvani premazi (nalič). Nemetalne prevlake mogu još biti metalni oksidi i keramike (emajl). Difuzija vode i kisika kroz premaze na površini metala se ne može spriječiti, pa prema tome, zaštita metala pomoću premaza se u takvim slučajevima ne može ostvariti usporavanjem katodne reakcije. Međutim, anodna reakcija u korozijskom procesu, koja se sastoji od prijelaza iona metala iz njegove rešetke u otopinu i oslobađanja elektrona, može se usporiti ili spriječiti na dva načina: 
- nanošenjem premaza koji čini elektrodni potencijal metala dovoljno negativnim (katodna zaštita);
- pomoću filmova koji su za ione metala nepropusni, pri čemu se sprječava ili usporava prijelaz iona u otopinu (anodna pasivacija).

Načini zaštite metala od korozije pomoću ostalih kemijski postojanih nemetalnih prevlaka temelje se na njihovoj sposobnosti prianjanja uz metal i nepropusnosti za plinove i elektrolite. 